# Gastrotricha
Гастротрихе (Gastrotricha)  су веома сићушни бескичмењаци величине од 0,1 - 1,5 mm који пузе по дну слатке и морске воде. Тело име је црволиког облика са спљоштеном трбушном страном на којој се налазе трепље за кретање (по томе и добијају назив: гр.gaster = желудац и thrix= коса). Покривено је кутикулом која образује израштаје разноврсних облика: трнове, чекиње, плочице, љуспице које се препокривају попут црепова на крову.
Специфична особина је да на задњем делу тела имају адхезивне цевчице изграђене од кутикуле и снабдевене жлездама које луче лепљив секрет. Помоћу љега се могу да прилепе за подлогу.
Ове животиње су грађене по принципу који се не разликује много од других животиња само што је овде тај принцип јако лако уочити. Грађу животиња можемо дефинисати као „једну ужу шупљу цев, унутар друге шире шупље цеви“, а то се потпуно поклапа са морфологијом гастротриха где је ужа цев црево, а шира телесни зид при чему се између њих највероватније налази псеудоцелом.
Телесни зид се састоји од:
- кутикуле на самој површини
- епидермиса синцицијелне грађе
- мускулатура коју чине углавном уздужни глатки мишићи.

Цревни систем се састоји од делова поређаних по следећем редоследу:
- усни отвор;
- ждрело које је обложено кутикулом и садржи проширења;
- средње црево, права цев обавијена слојем кружних мишића;
- ректум који се завршава аналним отвором.

Екскреција се обавља на два основна начина:
- протонефридијама код слатководних врста, тако да оне првенствено врше осморегујацију;
- жлездама које се налазе на трбушној страни тела.

Нервни систем је тракаст и састоји се од:
- парне мождане ганглије која се налази изнад ждрела и
- пар бочних нервних трака које се простиру од мождане ганглије целом дужином тела.

Гастротрихе су или хермафродити или су представљени само женкама које се размножавајупартеногенетски. Немају ларвени стадијум већ се из јаја се излежу млади који за неколико дана достижу полну зрелост.
* Класификација
Гастротрихе су подељене на две класе:
1. су становници слатких вода, имају партеногенетске женке и изражен главени регион спојен са трупом преко вратног региона
2. су маринске, углавном хермафродитне врсте (има неколико примера одвојених полова) код којих није глава одвојена од трупа.